# Gymnophaps solomonensis
Il piccione montano chiaro noto anche come piccione di montagna delle Isole Solomon (Gymnophaps solomonensis Salvadori, 1931) è un uccello della famiglia dei columbidi.

## Distribuzione e habitat
La specie è diffusa nelle foreste montane, soprattutto a 750-1950 metri delle Isole Salomone.